# Marcello Castoldi
Marcello Castoldi (Milano, 16 febbraio 1925 – ...) è stato un calciatore italiano, di ruolo mediano.
Prima di dedicarsi al calcio praticò atletica e fu anche un primatista.

## Carriera
In gioventù aveva giocato col Dopolavoro Ferroviario di Milano; cresce poi nella Breda. Nel 1945 passa alla Pro Sesto dove, esordisce in Serie B nel 1947. Dopo due campionati di Serie B passa al Pisa nel 1949 e dopo aver giocato 111 partite e segnato 7 reti con i neroazzurri, giunge per lui il momento dell'esordio in Serie A. L'occasione gli viene data da Paolo Mazza che ha riportato nel 1951 nella massima serie la sua SPAL e deve rimpiazzare Fulvio Nesti appena ceduto all'Inter. A Ferrara Castoldi resta 2 stagioni, esordendo contro la Fiorentina il 14 settembre 1952, dove disputa 65 gare segnando 3 reti. Mazza lo cede poi al Brescia dove disputa un altro campionato di Serie B per poi passare in prestito alla Salernitana. Lascia definitivamente le Rondinelle nel 1956.